# Slagslunde Hovedgård
Slagslunde Hovedgård var en hovedgård der fandtes, hvor byen Slagslunde i dag ligger. Slagslunde var i 1387 beboedes af Torbjern Gundersen, men 1460-86 af en velbåren mand, Jens Wiliomsen og derefter af væbneren Erik Tygesen, hvis våben var to hummerkløer. Gården tilhørte dog alt tidligere Roskilde Bispestol, så at de her nævnte beboere vistnok kun have haft den i forlening. 1516 havde Oluf Skinkel Slagslunde Len, som han beholdt efter, at det 1536 var blevet krongods. Han efterfulgtes 1556 af kongens køgemester Albert Muus, men efter dennes død ophørte Slagslunde at være et selvstændigt len.

## Historie
Stednavnet Slagslunde (Slarfslunde) nævnes første gang i 1186 i forbindelse med et gavebrev fra Absalon til Roskilde bispestol. I stednavnet er endelsen "lunde" en bøjningsform af ordet "lund", altså noget med skov. I bogen om Naturparken mellem Farum og Slangerup skriver Kristian Hald i afsnittet om stednavne følgende om Slagslunde (og Jørlunde): "Navnene … er antagelig forholdsvis gamle, fra vikingetiden eller århundrederne nærmest forud. Lund indgår ikke sjældent i nordiske stednavne i England og Normandiet."
Slagslunde nævnes igen i Roskildebispens jordebog omkring år 1370 e.Kr. I byen lå en Hovedgård, som tilhørte bispen. 
I 1562, mens Frederik 2. var konge, blev Slagslunde-Ganløse lagt under Københavns len.
Ved udgravninger vest for Slagslunde er der i slutningen af 2003 fundet rester af huse fra den sidste del af germansk jernalder og tidlig vikingetid ca. 400-800 e.Kr.